# Ospina
Ospina là một khu tự quản thuộc tỉnh Nariño, Colombia. Thủ phủ của khu tự quản Ospina đóng tại Ospina Khu tự quản Ospina có diện tích 56 ki lô mét vuông. Đến thời điểm ngày 28 tháng 5 năm 2005, khu tự quản Ospina có dân số 6908 người.